# Michael Francis Atiyah
Michael Francis Atiyah, OM, född 22 april 1929 i London, död 11 januari 2019 i Edinburgh, var en brittisk matematiker. 
Atiyah föddes i London med en mor från Skottland och en far som var libanes. Han växte till stor del upp i Kairo, Egypten och utbildade sig på Manchester Grammar School och Universitetet i Cambridge. Tillsammans med Isadore Singer upptäckte han Atiyah-Singers indexsats som i sin tur ledde till arbete inom representationsteori. År 2004 vann Atiyah och Singer Abelpriset.
Tillsammans med Friedrich Hirzebruch grundade han den topologiska K-teorin, ett delområde till algebraisk topologi.
Atiyah var den drivande kraften bakom Isaac Newton Institute for Mathematical Sciences.
Under 1990-talet var han ordförande för Royal Society. Han erhöll The Royal Medal 1968, De Morgan-medaljen 1980 och Copleymedaljen 1988. 1974–1976 var han ordförande för London Mathematical Society och har dessutom varit ordförande för Pugwash Conferences on Science and World Affairs. Han var utländsk ledamot av Kungliga Vetenskapsakademien (invald 1972) och av American Academy of Arts and Sciences.
1983 adlades Michael Francis Atiyah. Han var hedersprofessor vid Edinburghs universitet.